# Далас вингси
Далас Вингс (енг. Dallas Wings) је женска америчка кошаркашка екипа са седиштем у Арлингтону, Тексас. Вингси играју на Западној конференцији у Женском националном кошаркашком савезу (ВНБА). Тим је у власништву групе коју води председавајући Бил Камерун. Грег Биб је председник и извршни директор. Бред Хилсабек придружио се власничкој групи Далас Вингса у марту 2019. године аквизицијом Марк Јансовог интереса за Далас.
Тим је основан у Оберн Хилсу, у држави Мичиген. Пре него што је почела сезона ВНБА 1998. године и преселио се у Тулсу, Оклахома, пре сезоне 2010. 20. јула 2015. године, Камерун је најавио да ће се франшиза преселити у Арлингтон за сезону ВНБА 2016. године.

## Историја Франшизе

### Детроиту  (1998–2009)
Шок је био један од првих тимова за ширење ВНБА и почели су да играју 1998. Шок је брзо уврстио спој рукија и ветерана, али само се квалификовао за плеј-оф једном у својих првих пет година постојања. Шок је прошао кроз два тренера (Ненси Либермен и Грега Вилијамс) пре него што су ангажовали бившу легенду Детроит Пистонса Била Ламбира. Било је гласина да ће се Шок распасти након грозне сезоне 2002. Ламбир је уверио власнике да задрже тим још годину дана, сигурни да би могао преокренути ствари. Шок је наредну сезону завршио са резултатом 25–9 и победио двоструког браниоца титуле Лос Анђелес Спарксе у финалу ВНБА 2003. године. Детроит је постао први тим у историји лиге који је једну сезону прешао са последњег места на ВНБА шампионе следеће сезоне.
Након пар сезона пораза у првом колу плеј-офа, Детроит Шок се вратио ка успеху и наступио је у три финала од 2006. до 2008. Освојили су титулу 2006. над Сакраменто Монасима и 2008. над Сан Антонио Силвер Старсима, али су изгубили од Финикс Меркјурија 2007.

### Тулса Шок (2010–2015)
Тулса је споменут као могући град у будућности за ширење ВНБА, али напори су се појавили тек средином 2009. Организациони одбор са Тулсиним привредницима и политичарима покренуо је напоре да привуче тим за ширење. Група је првобитно добила рок до 1. септембра, међутим, председница ВНБА Дона Орендер продужила је тај рок на октобар. Инвестициона група ангажовала је бившег главног тренера Универзитета Арканзас, Нолана Ричардсона као потенцијалног генералног директора франшизе и главног тренера, а 15. октобра 2009. године, група је упутила свој званични захтев да се придружи лиги.
20. октобра 2009, председница ВНБА Дона Орендер, водећи инвеститори Бил Камерун и Дејвид Бокс, градоначелник Тулсе Кати Тејлор, гувернер Оклахоме Брад Хенри и главни тренер Нолан Ричардсон били су присутни на конференцији за штампу најавивши да ће се Детриот Шок преселити у Тулсу. Дана 23. јануара 2010. франшиза је објавила да ће тим остати као Шок, али боје су промењене у црну, црвену и златну.
20. јула 2015, већински власник Бил Камерун објавио је да премешта тим у Далас-Форт Ворт.

### Даллас Вингс (2016 – данас)
23. јула 2015. године, власници ВНБА лиге једногласно су одобрили пресељење Тулса Шока у метроплекс Далас-Форт Ворт ради играња у Колеџ Парк Центру на Универзитету Тексас у Арлингтону. Колеџ Парк Центер је такође дом кошаркашких и одбојкашких екип УТ Арлингтон Маверикси. На конференцији за штампу у Колеџ Парк Центру, 2. новембра 2015. године, објављено је да се тим преименовао у Далас Вингс.